# Rock Believer
Albums de Scorpions
Return to Forever
(2015)
Singles
1. Peacemaker
Sortie : 4 novembre 2021
2. Rock Believer
Sortie : 13 janvier 2022
3. Seventh Sun
Sortie : 11 février 2022
4. Shining of Your Soul
Sortie : 18 février 2022

Rock Believer est le dix-neuvième album du groupe de hard rock allemand Scorpions publié le 25 février 2022. Il s'agit du premier album enregistré avec leur nouveau batteur Mikkey Dee (ancien batteur de Motörhead), qui a officiellement intégré le groupe en 2016 après la séparation du groupe à la suite du décès de Lemmy Kilmister. 
Pour l'enregistrement de cet album, le groupe retourne à Hanovre, aux Peppermint Park Studios, où il avait enregistré Unbreakable, son premier album avec le bassiste actuel, Pawel Maciwoda. 
Cet album a été particulièrement salué par les fans et la critique, atteignant une popularité plus grande que Blackout. 
Le titre bonus de la version française The Language of My Heart est un hommage à Paris, et plus largement à la culture française. 

## Liste des titres
Toutes les paroles sont écrites par Klaus Meine, sauf Crossing Borders par Meine et Matthias Jabs.
| Rock Believer track listing | Rock Believer track listing         | Rock Believer track listing                                | Rock Believer track listing | Rock Believer track listing | Rock Believer track listing | Rock Believer track listing | Rock Believer track listing | Rock Believer track listing | Rock Believer track listing |
| No                          | Titre                               | Musique                                                    | Durée                       |                             |                             |                             |                             |                             |                             |
| --------------------------- | ----------------------------------- | ---------------------------------------------------------- | --------------------------- | --------------------------- | --------------------------- | --------------------------- | --------------------------- | --------------------------- | --------------------------- |
| 1.                          | Gas in the Tank                     | Rudolf Schenker                                            | 3:40                        |                             |                             |                             |                             |                             |                             |
| 2.                          | Roots in My Boots                   | Rudolf Schenker                                            | 3:17                        |                             |                             |                             |                             |                             |                             |
| 3.                          | Knock 'em Dead                      | Rudolf Schenker                                            | 4:11                        |                             |                             |                             |                             |                             |                             |
| 4.                          | Rock Believer                       | Rudolf Schenker, Klaus Meine                               | 3:57                        |                             |                             |                             |                             |                             |                             |
| 5.                          | Shining of Your Soul                | Rudolf Schenker, Greg Fidelman                             | 3:57                        |                             |                             |                             |                             |                             |                             |
| 6.                          | Seventh Sun                         | Rudolf Schenker, Hans-Martin Buff, Ingo Powitzer, Fidelman | 5:30                        |                             |                             |                             |                             |                             |                             |
| 7.                          | Hot and Cold                        | Matthias Jabs                                              | 4:12                        |                             |                             |                             |                             |                             |                             |
| 8.                          | When I Lay My Bones to Rest         | Rudolf Schenker                                            | 3:07                        |                             |                             |                             |                             |                             |                             |
| 9.                          | Peacemaker                          | Rudolf Schenker, Paweł Mąciwoda                            | 2:56                        |                             |                             |                             |                             |                             |                             |
| 10.                         | Call of the Wild                    | Rudolf Schenker                                            | 5:20                        |                             |                             |                             |                             |                             |                             |
| 11.                         | When You Know (Where You Come From) | Rudolf Schenker                                            | 4:22                        |                             |                             |                             |                             |                             |                             |
| 44:29                       |                                     |                                                            |                             |                             |                             |                             |                             |                             |                             |

| Deluxe edition | Deluxe edition                                         | Deluxe edition  | Deluxe edition | Deluxe edition | Deluxe edition | Deluxe edition | Deluxe edition | Deluxe edition | Deluxe edition |
| No             | Titre                                                  | Musique         | Durée          |                |                |                |                |                |                |
| -------------- | ------------------------------------------------------ | --------------- | -------------- | -------------- | -------------- | -------------- | -------------- | -------------- | -------------- |
| 12.            | Shoot for Your Heart                                   | Klaus Meine     | 4:01           |                |                |                |                |                |                |
| 13.            | When Tomorrow Comes                                    | Rudolf Schenker | 3:47           |                |                |                |                |                |                |
| 14.            | Unleash the Beast                                      | Rudolf Schenker | 4:17           |                |                |                |                |                |                |
| 15.            | Crossing Borders                                       | Matthias Jabs   | 3:38           |                |                |                |                |                |                |
| 16.            | When You Know (Where You Come From) (acoustic version) | Rudolf Schenker | 3:44           |                |                |                |                |                |                |
| 63:56          |                                                        |                 |                |                |                |                |                |                |                |

| 17. | Hammersmith | Rudolf Schenker, Mikkey Dee | 3:44 |

| 17. | Out Go the Lights | Rudolf Schenker | 3:39 |

| 17. | The Language of My Heart | Klaus Meine | 3:54 |

## clips vidéo
- Peacemaker
- Rock Believer
- When You Know (Where You Come From)

## membres
- Klaus Meine : chant principal
- Rudolf Schenker : guitare rythmique
- Matthias Jabs : guitare solo, sauf When You Know Where You Come From
- Pawel Maciwoda : Basse
- Mikkey Dee : Batterie